# Teucholabis schistostyla
Teucholabis schistostyla là một loài ruồi trong họ Limoniidae. Chúng phân bố ở vùng Tân nhiệt đới.